# Hrádek u Kněževsi
Hrádek u Kněževsi, auch Hrádek u Svojanova, Hradisko Kněževes bzw. Hradisko Dolní Lhota genannt, ist eine abgegangene Höhenburg in Tschechien. Sie liegt einen knappen Kilometer südwestlich von Dolní Lhota im Okres Svitavy. Ihr eigentlicher Name ist nicht überliefert.

## Geographie
Der Burgstall befindet sich in einem Waldgebiet der Hornosvratecká vrchovina (Bergland der oberen Swratka) über dem Tal des Baches Kavinský potok im Naturpark Údolí Křetínky. Südöstlich erhebt sich der Hradisko (585 m. n.m.), im Nordwesten der U Buku (596 m. n.m.) und im Norden der Matoušový kopec (549 m. n.m.). Der Lehrpfad „Svojanovsko“ führt auf dem Abschnitt zwischen Kněževes und Dolní Lhota an dem Burgstall vorbei.
Umliegende Ortschaften sind Na Rožince im Norden, Dolní Lhota im Nordosten, Hutě und Svobodníky im Osten Jobova Lhota im Südosten, Kněževes im Süden, Trpín im Westen und Hlásnice im Nordwesten.

## Geschichte
Über die Burg gibt es keine schriftliche Überlieferung. Auf Grund des Geländereliefs und der Lage wird davon ausgegangen, dass es sich um eine kleine Turmburg gehandelt hat, die als Wachtburg an der böhmischen Grenze zu Mähren errichtet wurde. Sie entstand vermutlich am Anfang des 13. Jahrhunderts zu Beginn der Kolonisation des Grenzlandes. Mit dem Ausbau der nahegelegenen Burg Svojanov zur Königsburg Fürstenberg diente sie wahrscheinlich nur noch als Wachposten im Vorland. Um 1285 war sie bedeutungslos geworden und wurde aufgegeben.

## Anlage
Erhalten sind ein Burggraben und ein Wall, der das Terrain mit unregelmäßigem Grundriss, auf dem die Burg gestanden war, umgibt.

## Legende
Die Burg wird mit dem Verhältnis zwischen der Königinwitwe Kunigunde von Halitsch und Zawisch von Falkenstein in Verbindung gebracht. Der Legende nach soll sich die Witwe hier gern aufgehalten und um 1282 auf der Burg den gemeinsamen Sohn Ješek geboren haben. Für die Taufe des Kindes wurde der Oelser Pfarrer mit dem Dorf Mokra Lhota, das später Kněževes genannt wurde, belohnt.